# (14853) Shimokawa
(14853) Shimokawa est un astéroïde de la ceinture principale.

## Description
(14853) Shimokawa est un astéroïde de la ceinture principale. Il fut découvert le 30 septembre 1989 à Kitami par Kin Endate et Kazuro Watanabe. Il présente une orbite caractérisée par un demi-grand axe de 2,56 UA, une excentricité de 0,30 et une inclinaison de 6,7° par rapport à l'écliptique.

## Compléments